# Henry Morley
Henry Morley (15. September 1822 – 14. Mai 1894) war ein britischer Journalist und Apotheker und ab 1865 einer der ersten Professoren für englische Literatur im Vereinigten Königreich.

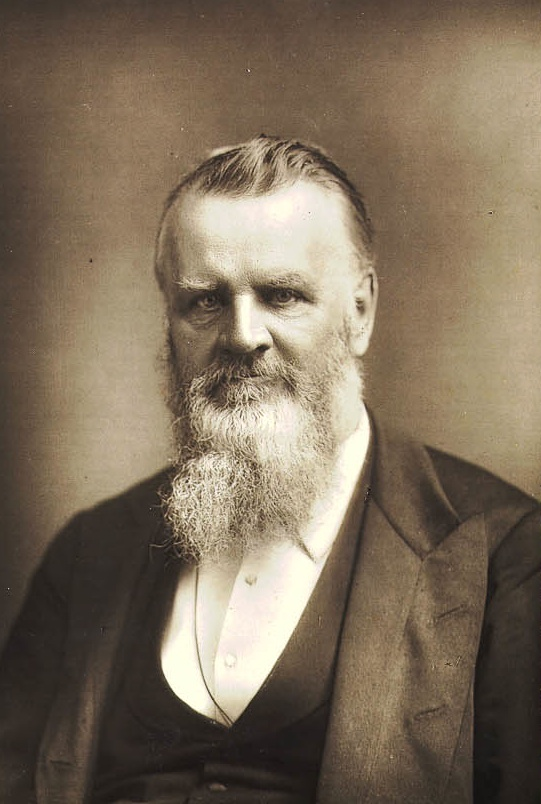
Henry Morley, um 1888 (Photo von W. and D. Downey)

## Leben und Werk
Henry Morley war der Sohn eines gleichnamigen Apothekers und erblickte in Hatton Garden (im Londoner Borough of Camden), das Licht der Welt. In Neuwied besuchte er für zwei Jahre eine Schule der Herrnhuter. Von 1838 bis 1843 besuchte er das King’s College in London, wo er bereits eine Studentenzeitung mitherausgab. Danach trat er zunächst in den Londoner Berufsverband der Apotheker, die Worshipful Society of Apothecaries, ein und war von 1844 bis 1848 auch als Arzt tätig. In Shropshire wurde er Mitinhaber einer Apotheke, bevor er 1848 in Manchester eine Schule gründete. Und seit Jahren hatte er schon begonnen, erste kleinere Werke (medizinischen und lyrischen Inhalts) und satirische Zeitschriftenbeiträge zu verfassen.
Einige seiner satirischen Artikel brachten ihm die Aufmerksamkeit von Charles Dickens ein, der im März 1850 eine neue literarische und politische Wochenschrift mit dem Titel Household Words gegründet hatte. Morley begann, als Redakteur bei der Zeitschrift zu arbeiten und wurde bald zu einem der engsten Mitarbeiter Dickens’; er steuerte auch selbst zahlreiche Beiträge für die Zeitschrift bei. Nach dem Ende der Household Words im Jahr 1859 hielt er seine Kooperation mit Dickens aufrecht und arbeitete nun bis 1864 für dessen neue Zeitschrift All The Year Round.
Von 1857 bis 1865 war er bereits Lecturer für englische Sprache und Literatur am King’s College, bevor er ab 1865 als Professor für englische Sprache und Literatur am University College in London tätig war (bis 1889). Das Hauptwerk, das er in seiner Zeit als Professor veröffentlichte, war die englische Literaturgeschichte unter dem Titel English Writers, deren zweite und erweiterte Ausgabe in 10 Bänden als English Writers: An Attempt Towards a History of English Literature (1887–1893) erschien. Die Bände decken allerdings nur die Zeit bis zum 17. Jahrhundert ab; ein elfter Band, den Morley unvollendet hinterlassen hatte, wurde von W. Hall Griffin zu Ende geführt und 1895 veröffentlicht. Daneben gab Morley viele ältere englische Texte heraus und verfasste noch während seiner Tätigkeit für die Zeitschriften von Dickens verschiedene Biographien, u. a. über den deutschen Universalgelehrten Heinrich Cornelius Agrippa von Nettesheim.
Ab 1883 gab er für den namhaften Verlag von G. Routledge eine vielbändige Buchserie heraus, die nach ihm Morley's Universal Library benannt war. Für den Londoner (und New Yorker) Cassell Verlag betreute und erarbeitete er eine fünfbändige Serie mit dem Titel The Library of English Literature (auch Cassell's Library of English Literature).
Morley starb am 14. Mai 1894 in Caribrooke auf der Isle of Wight.

## Schriften

### Bücher

#### Eigene Werke I: Frühschriften
- 1844: The New Phantasus. Part I. London: Sherwood, Gilbert, and Piper (Google)
- 1845: The Dream of the Lilybell, Tales and Poems; with Translations of the “Hymn to Night”. From the German of Novalis, and Jean Paul's “Death of an Angel”. London: Sherwood, Gilbert, and Piper (Google)
- 1847: A Tract upon Health for Cottage Circulation. London: Charles Edmonds (Google)
- 1848: Sunrise in Italy, etc. Reveries. London: John Chapman (Google)
- 1850: How to Make Home Unhealty. Reprinted from the “Examiner.” London: Chapman & Hall (Google)
  - Wiederabgedruckt in Early Papers and Some Memoirs. London 1891 (siehe unten), S. 35 ff.
- 1851 (anonym): A Defence of Ignorance. By the Author of “How to Make Home Unhealthy.” London: Chapman & Hall (Google)
  - Wiederabgedruckt in Early Papers and Some Memoirs. London 1891 (siehe unten), S. 97 ff.

#### Eigene Werke II: Spätere Schriften
- 1852: Palissy the Potter. The Life of Bernard Palissy, of Saintes, His Labors and Discoveries in Art and Science, with an Outline of his Philosophical Doctrines, and a Translation of Illustrative Selections from his Works. 2 Bände. London: Chapman & Hall
  - Palissy the Potter. The Life of Bernard Palissy, of Saintes. London: Cassell, Petter & Galpin 1852
  - Palissy the Potter. The Life of Bernard Palissy, of Saintes. New Edition. London, New York: Cassell, Petter & Galpin 1852
  - US-amerikanische Ausgabe: Palissy the Potter. The Life of Bernard Palissy, of Saintes, His Labors and Discoveries in Art and Science, with an Outline of his Philosophical Doctrines, and a Translation of Illustrative Selections from his Works. 2 Bände. Boston: Ticknor, Reed & Fields 1853

- 1854: Jerome Cardan. The Life of Girolamo Cardano, of Milan, Physician. 2 Bände. London: Chapman & Hall

- 1856: Cornelius Agrippa. The Life of Henry Cornelius Agrippa von Nettesheim, Doctor and Knight, Commonly known as a Magician. 2 Bände. London: Chapman & Hall (Google: Band I – Band II)
- 1857: Gossip. Reprinted from “Household Words.” London: Chapman & Hall (Google)
- 1859: Memoirs of Bartholomew Fair. With Facsimile Drawings, Engraved upon Wood, by the Brothers Dalziel. London: Chapman & Hall. Weitere Ausgaben in den folgenden Jahren
- 1860: Fables and Fairy Tales. Illustrated by Charles H. Bennett. London: Chapman & Hall
  - New and Revised Edition, London: George Routledge and Sons 1867 (Google)
- 1861: Oberon's Horn. A Book of Fairy Tales. With Illustrations by Charles H. Bennett. Fourth Edition. London, New York: Cassell, Petter, Galpin & Co.
- 1866: The Journal of a London Playgoer. From 1851 to 1866. London: George Routledge and Sons (Google)
  - Neuauflage, London: George Routledge and Sons 1891
- 1870: The Chicken Market and Other Fairy Tales. With Illustrations by Charles H. Bennett. London
  - New Edition, London: Cassell, Petter & Galpin 1877
- 1871: Clement Marot and Other Studies. 2 Bände. London: Chapman & Hall (Google: Band I – Band II)
- 1873: A First Sketch of English Literature. London, Paris, New York: Cassell, Petter & Galpin (archive). Es erschienen in den folgenden Jahrzehnten zahlreiche weitere Auflagen und eine Neubearbeitung udT A Manual of English Literature (1879)
- 1891: Early Papers and Some Memoirs. London: George Routledge and Sons (archive)

#### English Writers(1864–1867)
- Band 1, Teil 1: Celts and Anglo-Saxons. With an Introductory Sketch of the Four Periods of English Literature. London: Chapman & Hall 1864
- Band 1, Teil 2: From the Conquest to Chaucer. London: Chapman & Hall 1866
- Band 2, Teil 1: From Chaucer to Dunbar. London: Chapman & Hall 1867

#### English Writers:An Attempt Towards a History of English Literature(10 Bände, 1887–1893)
- Band 1: Introduction. Origins. Old Celtic Literature. Beowulf. London, Paris: Cassell & Company 1887
- Band 2: From Cædmon to the Conquest. London, Paris: Cassell & Company 1888
- Band 3: From the Conquest to Chaucer. London, Paris: Cassell & Company 1888
- Band 4: The Fourteenth Century. In Two Books. Book I. London, Paris: Cassell & Company 1889
- Band 5: The Fourteenth Century. In Two Books. Book II. London, Paris: Cassell & Company 1890
- Band 6: From Chaucer to Caxton. London, Paris: Cassell & Company 1890
- Band 7: From Caxton to Coverdale. London, Paris: Cassell & Company 1891
- Band 8: From Surrey to Spenser. London, Paris: Cassell & Company 1892
- Band 9: Spenser and his Time. London, Paris: Cassell & Company 1892
- Band 10: Shakespeare and his Time; Under Elizabeth. London, Paris: Cassell & Company 1893

#### Herausgegebene Werke und Anthologien
- The King and the Commons. Cavalier and Puritan Song. Selected and Arranged by Henry Morley. London: Sampson Low, Son, and Marston 1868 (archive) (Google)
- The Plays of Richard Brinsley Sheridan. London: George Routledge and Sons 1883
- Letters on Demonology and Witchcraft by Sir Walter Scott. London: George Routledge and Sons 1884 (archive)
- Mediæval Tales.London: George Routledge & Sons n. d. (1884?) (archive)
- Table Talk of Samuel Taylor Coleridge and the Rime of the Ancient Mariner, Christabel, &c. London: George Routledge and Sons 1884
- The History of Thomas Ellwood. Written by Himself. London: George Routledge and Sons 1885
- Famous Pamphlets. London: George Routledge and Sons 1886 (archive)
- Early Prose Romances. London: G. Routledge and Sons 1889
- The Earlier Life and the Chief Earlier Works of Daniel Defoe. London: George Routledge and Sons 1889
- The Tale of a Tub and Other Works by Jonathan Swift. London: George Routledge and Sons 1889
- Gulliver's Travels, Exactly Reprinted from the First Edition, and Other Works by Jonathan Swift. With some Account of Cyrano de Bergerac, and of his Voyages to the Sun and Moon. London: George Routledge and Sons 1890
- Jerusalem Delivered. A Poem by Torquato Tasso. Translated by Edward Fairfax. London: G. Routledge 1890 (archive)
- Character Writings of the Seventeenth Century. London: G. Routledge and Sons 1891
- The Memoirs of Edward Gibbon, Written by Himself, and a Selection from his Letters. London: George Routledge and Sons 1891 (archive)
- Roderick, the Last of the Goths. By Robert Southey. London: G. Routledge 1891
- The Diary of Samuel Pepys. With selections from his correspondence, and an introduction to each volume. 5 Bände. New York: Cassell Publishing Co. 1900